# (4769) Castalia
(4769) Castalia es un asteroide perteneciente a los asteroides Apolo descubierto por Eleanor Francis Helin desde el observatorio del Monte Palomar, Estados Unidos, el 9 de agosto de 1989.

## Designación y nombre
Castalia recibió al principio la designación de 1989 PB.
Más adelante, en 1991, se nombró por Castalia, una diosecilla de la mitología griega.

## Características orbitales
Castalia está situado a una distancia media de 1,063 ua del Sol, pudiendo alejarse hasta 1,577 ua y acercarse hasta 0,5495 ua. Su inclinación orbital es 8,886 grados y la excentricidad 0,4832. Emplea en completar una órbita alrededor del Sol 400,5 días.
Castalia es un asteroide cercano a la Tierra que forma parte del grupo de los asteroides potencialmente peligrosos.

## Características físicas
La magnitud absoluta de Castalia es 16,9. Tiene 1,4 km de diámetro y un periodo de rotación de 4,095 horas.
El 25 de agosto de 1989 Castalia pasó a 0,0269378 unidades astronómicas (4 029 837,52 km) (menos de once distancias lunares) de la tierra, permitiendo ser observado por radar desde el radiotelescopio de Arecibo por Scott Hudson (Universidad Estatal de Washington) y Steven J. Ostro (JPL). Los datos permitieron a Hudson et al. generar un modelo tridimensional del objeto. Durante el paso de 1989 Castalia brilló con una magnitud aparente de 12.
Castalia tiene forma de cacahuete, advirtiéndose dos cuerpos de unos 800 m de diámetro unidos por sus débiles fuerzas gravitacionales mutuas.[cita requerida] Desde entonces las observaciones radar de otros asteroides han descubierto nuevos sistemas binarios.